# Boog & Elliot 3: Cirkusvenner
Boog & Elliot 3 – Cirkusvenner (original titel:Open Season 3) er en opfølgning af den computeranimerede film Boog & Elliot - vilde venner fra 2006. Den er  produceret af Sony Pictures Animation og  instrueret af Cody Cameron.